# Осницький заказник
О́сницький зака́зник — загальнозоологічний заказник місцевого значення в Україні. Розташований у межах Сарненського району Рівненської області, на схід від села Томашгород. 
Площа 300 га. Статус надано згідно з рішенням Рівненського облвиконкому від 30.10.1979 року № 3796. Перебуває у віданні ДП «Рокитнівський лісгосп» (Рокитнівське л-во, кв. 8, 12, 13). 
Статус надано з метою збереження місця поселення бобрів у басейні річки Льва. Територія заказника охоплює частину лісового масиву та водні об'єкти (канали, заболочені ділянки). Бобри заселили ці місця в середині 1950-х pp.